# 孔佩尔特里
孔佩尔特里（法語：Compertrix，法語發音：[kɔ̃pɛʁtʁi]）是法国马恩省的一个市镇，位于该省中部，属于香槟沙隆区。

## 地理
孔佩尔特里（48°56'20"N, 4°21'2"E）面积4.76 平方千米，位于法国大東部大區马恩省，该省份为法国东北部内陆省份，北起阿登省，西北接埃纳省，西南接塞纳-马恩省，南至奥布省，东南接上马恩省，东临默兹省。
与孔佩尔特里接壤的市镇（或旧市镇、城区）包括：香槟地区沙隆、科吕、法尼耶尔、萨里、维莱堡。

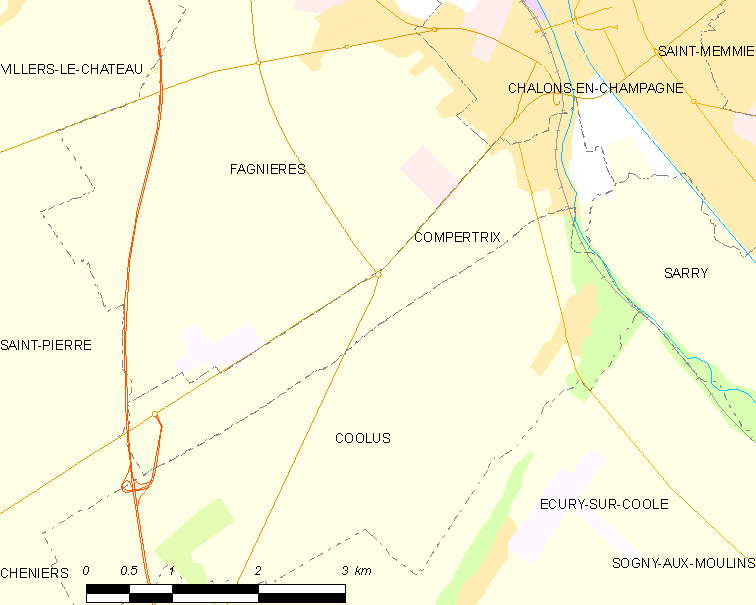
孔佩尔特里的OSM定位图

孔佩尔特里的时区为UTC+01:00、UTC+02:00（夏令时）。

## 行政
孔佩尔特里的邮政编码为51510，INSEE市镇编码为51160。

## 政治
孔佩尔特里所属的省级选区为香槟沙隆第一县。

## 人口

1962-2008年间孔佩尔特里人口变化图示

孔佩尔特里于2022年1月1日时的人口数量为1307人。